# Fay Weldon
Fay Weldon, född Franklin Birkinshaw den 22 september 1931 i Alvechurch nära Bromsgrove i Worcestershire, död 4 januari 2023 i Northampton, Northamptonshire, var en brittisk författare. Hon är mest känd för sin roman En hondjävuls liv och lustar, som blivit TV-serie med Julie T. Wallace, Dennis Waterman och Patricia Hodge i huvudrollerna samt film i USA med Roseanne Barr, Ed Begley Jr. och Meryl Streep. 
Fay Weldon har även skrivit succéböcker som Big Women, Presidentens son, Joanna Mays kloning, Praxis och Röksvamp.

## Personligt liv

### Unga år
Weldon föddes i Alvechurch i norra Worcestershire, söder om Birmingham. Hon var dotter till ett par från Birmingham. Sin barndom tillbringade hon dock i Christchurch i Nya Zeeland. När hon var 15 år återvände hon till Storbritannien tillsammans med sin mor.